# Henrik Schück

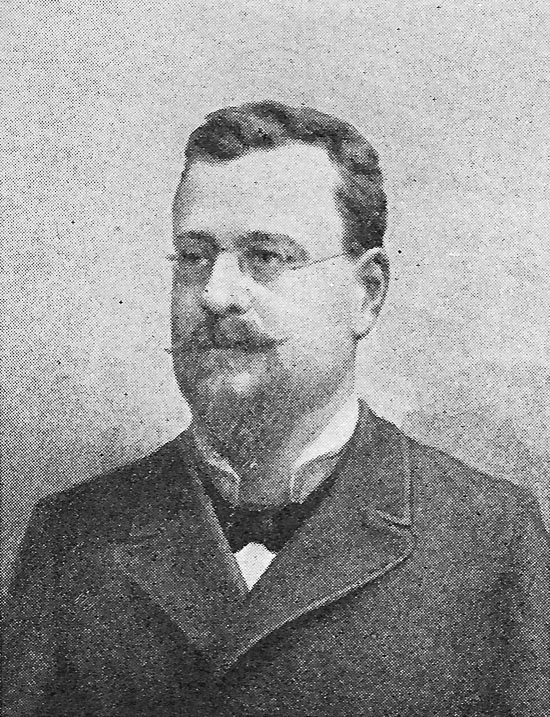
Henrik Schück

Henrik Schück (2 november 1855 - 3 oktober 1947) was een Zweeds literatuurhistoricus. Hij was hoogleraar aan de universiteit van Lund van 1890 tot 1898, aan de universiteit van Uppsala van 1898 tot 1920. Schück was lid van de Zweedse Academie van 1913 tot 1947. Hij volgde er Carl Gustaf Malmström op, op zetel 3.